# Taoriba Biniati
Taoriba Biniati (Tabiteuea, 1 de novembre de 1995) és una boxejadora kiribatiana.
Biniati prové de Tabiteuea, un atol de les Illes Gilbert (Kiribati), al sud de Tarawa. Va prendre la boxa després que Derek Andrewartha, un antic oficial de policia de Hampshire (Anglaterra), anunciés que el seu club buscava una boxejadora per a competir als Jocs de la Commonwealth 2014 a Glasgow. Va ser entrenada per Tarieta Ruata, que va representar a Kiribati als Jocs de la Commonwealth 2010 a Delhi. L'únic equipament del club era una sac de boxa que penjaven d'un arbre del pa.
Al desembre de 2013, Biniati va acompanyar el Queen's Baton Relay, que va passar per Kiribati en el viatge cap a Glasgow.

## Jocs de la Commonwealth 2004
Biniati va ser seleccionada per competir per Kiribati en els Jocs de la Commonwealth 2014 celebrats a Glasgow (Escòcia), del 23 de juliol al 3 d'agost de 2014, a la categoria de pes lleuger femení. Va ser la primera dona de la seva nació a competir en els Jocs. Abans de competir als Jocs de la Commonwealth, mai no havia participat en un ring de boxa ni boxejat contra una altra dona; només s'havia entrenat amb boxejadors masculins a Kiribati i Glasgow. El seu finançament per als Jocs va ser proporcionat pel govern de Kiribati i la Federació de Jocs de la Commonwealth.
A Glasgow es va entrenar en un gimnàs del promotor Alex Morrison; com que no tenia guants de boxa, Morrison va enviar un treballador a comprar-li un parell. El dia abans de la seva competència, Biniati pesava dues lliures per sota del límit mínim de pes per a la categoria de pes lleuger, però va aconseguir el pes necessari amb begudes amb proteïnes.
En el seu primer combat de la competició es va enfrontar a Isabelle Ratna (Maurici), i va perdre per punts en la decisió unànime del jutge després de quatre rondes.